# God Save Our Solomon Islands
God Save Our Solomon Islands (em português: "Deus salve nossas Ilhas Salomão") é o hino nacional das Ilhas Salomão. Foi adotado em 1978 após a independência do país. A letra foi escrita por Panapasa Balekana and Matila Balekana, e a música por Panapasa Balekana.